# Simtek
Simtek (Simulation Technology) foi uma firma de consultoria de engenharia e uma equipe de Fórmula 1 fundada pelo projetista Nick Wirth e por Max Mosley (então presidente da FIA), que competiu entre os anos de 1994 e 1995.

## Simtek Research
Nick Wirth e Max Mosley fundaram a Simtek Research em 1989, com a intenção de criar designs automobilísticos com um melhor custo-benefício e uma empresa de desenvolvimento de serviços de alta qualidade. Inicialmente, a sede da equipe era na própria casa de Wirth, a companhia cresceu rapidamente e conseguiu construir suas instalações em uma zona industrial da cidade de Banbury, no condado de Oxfordshire (centro-sul da Inglaterra). Ela começou seus serviços com um moderno túnel de vento. FIA, Ligier e equipes das fórmulas 3000 e Indy já eram clientes da Simtek.
Em 1990, a empresa projetou um carro de Fórmula 1 para a BMW, que pretendia reestrear na categoria com equipe própria após fornecer motores para Brabham e Arrows nos anos 1980. Mas a empresa alemã desistiu e foi para o turismo alemão. Com isso o projeto foi abortado, e mesmo assim a Simtek continuou com a BMW para desenvolver seu carro de turismo. O projeto do carro de Fórmula 1 foi reativado, atualizado e vendido para a Andrea Moda, equipe que correu em 1992 na categoria. A equipe só conseguiu se qualificar para um Grande Prêmio (Mônaco) e abandona a Fórmula 1 no mesmo ano.
Em 1993, eles são contratados para desenhar um carro de Fórmula 1 para a equipe Bravo, que seria estreante. Mas a morte do fundador Jean-François Mosnier põe um fim repentino à equipe recém-criada.

## Entrada na Fórmula 1
Em agosto de 1993, Wirth decide entrar na Fórmula 1 com a Simtek no ano seguinte. Jack Brabham, tricampeão mundial da categoria, vira acionista da equipe e esta contrata seu filho, David, para correr como primeiro piloto na equipe. Andrea de Cesaris e Gil de Ferran, com bons patrocinadores, foram cotados para segundo piloto, mas a equipe acabou contratando o novato austríaco Roland Ratzenberger, então com 33 anos (ele alegava ter 31 para parecer mais novo). Charlie Moody, ex-chefe de equipe da Leyton House Racing, exerceria a mesma função na recém-fundada escuderia.
Já em 1994, a Simtek, patrocinada pela emissora musical MTV, estreia na Fórmula 1, no Grande Prêmio do Brasil. Ratzenberger não se classificou, ao contrário do companheiro David Brabham. A equipe trocou um espaço de anúncio no carro, por alimentação. No Grande Prêmio do Pacífico, Ratzenberger, aproveitando sua experiência no automobilismo japonês, se classificou em 22°, e David Brabham, em penúltimo. O austríaco chegou em 11°, mas não imaginava que esta seria sua única (e última) corrida na Fórmula 1.

### A tragédia

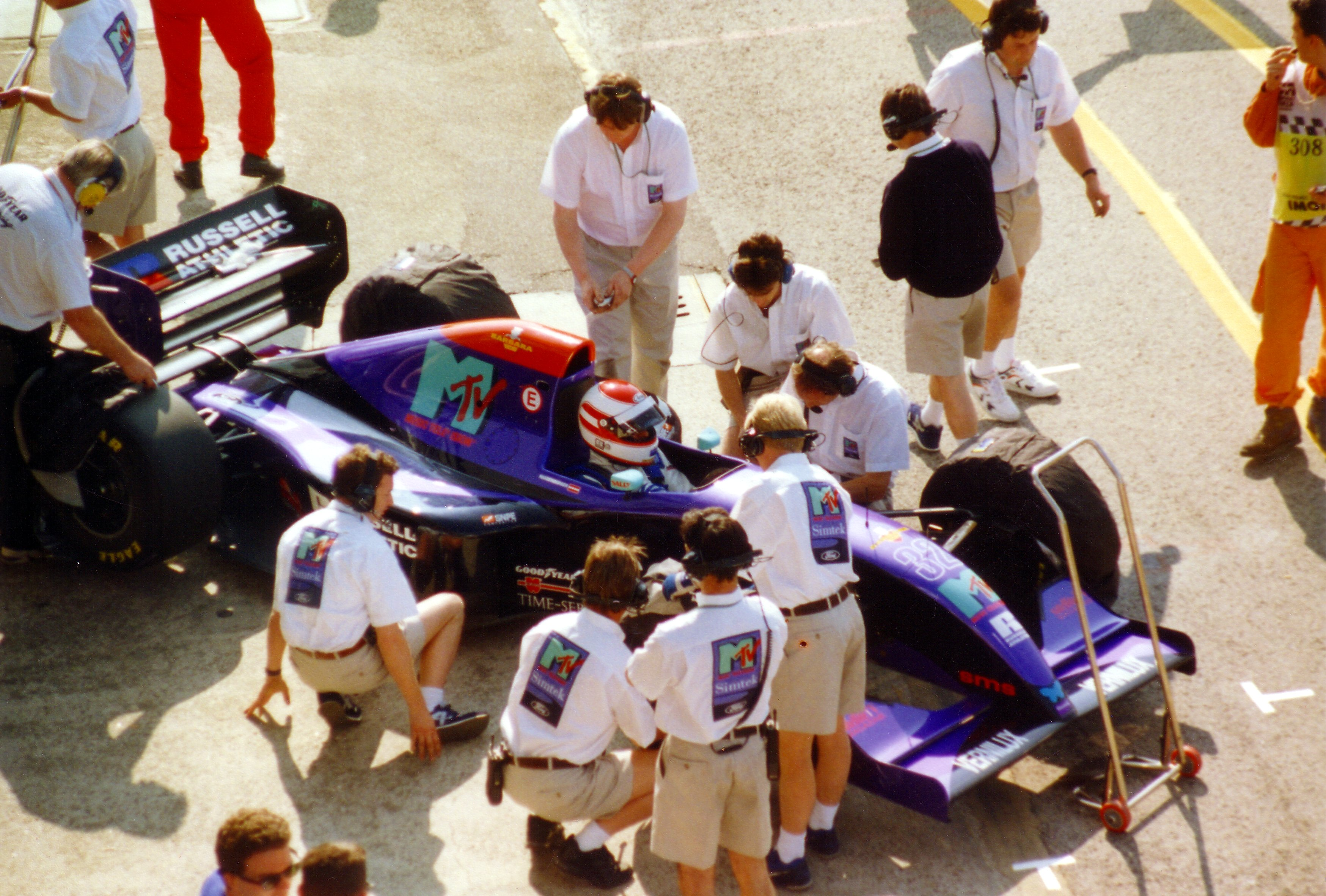
Roland Ratzenberger antes de sofrer seu acidente fatal, no treino classificatório do GP de San Marino de 1994.

Em 30 de abril, Ratzenberger morreu quando a asa dianteira do S941 se soltou, arremessando-o no muro da curva Villeneuve. Ele morreu na pista, embora tenham anunciado que havia sido no hospital. O brasileiro Ayrton Senna, da Williams, ao ver o austríaco recebendo massagem cardíaca na pista, não se conformou e pediu o cancelamento da prova. Apesar da situação, a Simtek e todas as outras equipes correram o Grande Prêmio de San Marino. Embora o austríaco tivesse conquistado o penúltimo tempo do grid, sua posição ficou vaga em sinal de respeito, deixando apenas David Brabham competir.

### Desempenho pós-Ratzenberger
Após a etapa de San Marino, o alemão Marco Werner (que disputava o Campeonato Alemão de Super Turismo) chegou a negociar para assumir o #31 após o GP de Mônaco, onde David Brabham novamente corre sozinho, em homenagem a Ratzenberger, esperando quem seria seu parceiro de equipe. No carro do australiano, foi colocada a frase "For Roland" ("Para Roland").
O italiano Andrea Montermini, piloto de testes da Simtek, ocupou o lugar do falecido piloto austríaco, mas quase teve o mesmo destino ao bater violentamente seu carro no muro do Circuito da Catalunha, em Barcelona. Felizmente, ele teve ferimentos leves e um tornozelo fraturado. No Canadá, David Brabham correu sozinho pela terceira vez. O francês Jean-Marc Gounon, que correu na Minardi em 1993 e que havia sido um dos nomes cogitados para assumir o #31 antes de Ratzenberger, esteve presente em sete corridas, completando quatro e não terminando três, sendo seu melhor resultado um nono lugar em Magny-Cours. No Grande Prêmio de Portugal, Gounon é substituído pelo italiano Domenico Schiattarella, que chega em 19° lugar no Grande Prêmio da Europa, em Jerez de la Frontera, e é substituído pelo japonês Taki Inoue em Suzuka. Schiattarella regressa ao time na Austrália, onde abandona.

### 1995: cinco corridas e final das atividades
No ano de 1995, a Simtek mantém Schiattarella e contrata o holandês Jos Verstappen, "emprestado" pela Benetton. O japonês Hideki Noda (ex-Larrousse), foi contratado para ser piloto de testes, mas com sua situação definida: iria disputar a segunda metade da temporada, em substituição ao italiano. No Brasil, os 2 carros não terminam, por problemas de direção e na caixa de câmbio, respectivamente. O melhor desempenho do time veio no Grande Prêmio da Argentina: Verstappen largaria em 14°, a melhor posição da história da Simtek, enquanto Schiattarella largaria em vigésimo. Nas primeiras voltas, o holandês roubaria a cena ao estar em 6° lugar, com uma ultrapassagem sobre a Ferrari de Gerhard Berger. Mas, na volta 23, o motor Ford estoura e Verstappen abandona a prova. Schiattarella chegou em 9° (e último) lugar. Na Espanha, Mimmo chega em 15º após largar em 22º, e Verstappen cruzou a linha de chegada em 12º lugar
Em Mônaco, a Simtek disputaria uma corrida de F-1 pela última vez. Schiattarella não alinha seu carro no grid após bater no warm-up, e Verstappen, após largar em 23º, deixa a prova em decorrência de problemas na caixa de câmbio. Depois da corrida, a MTV, principal patrocinador da Simtek, retirou o patrocínio, e desta maneira a escuderia encerraria as atividades.

## Pilotos
- Roland Ratzenberger - Austríaco com bem-sucedida carreira no automobilismo japonês, disputou apenas o Grande Prêmio do Pacífico. Faleceu após violento acidente no treino classificatório do GP de San Marino, aos 33 anos.
- David Brabham - Filho de Jack Brabham, foi o único piloto da Simtek a correr todas as etapas de 1994. Com passagem pela equipe Brabham, saiu da Fórmula 1 no mesmo ano.
- Andrea Montermini - Reserva da Simtek em 1994, não chegou a correr pela equipe, por conta de um grave acidente em Barcelona.
- Jean-Marc Gounon - Substituiu Christian Fittipaldi na Minardi no final da temporada de 1993, graças a seu suporte financeiro superior ao do piloto brasileiro. Pela Simtek, disputou sete corridas, tendo um nono lugar como melhor resultado.
- Taki Inoue - O japonês disputou o GP do Japão, sendo esta a única corrida dele pela Simtek. Correndo pela Footwork em 1995, tornou-se conhecido pelo bizarro atropelamento por um carro de resgate na Hungria.
- Domenico Schiattarella - O italiano correu sete etapas da F-1 entre 1994 e 1995, não pontuando em nenhuma delas.
- Jos Verstappen - Emprestado pela Benetton à Simtek, foi o responsável pela melhor posição de largada do time. Chegou a ultrapassar a Ferrari de Berger no GP da Argentina antes do motor estourar. Com o encerramento das atividades da escuderia, o holandês passaria ainda por Footwork, Tyrrell, Stewart, Arrows e Minardi até encerrar sua trajetória na Fórmula 1 em 2003.

## Carros
| Ano  | Nome Oficial    | Modelo | Motor            | Pneu | Principal Patrocinador | Pilotos | Pilotos de testes | Classificação pilotos | Classificação construtores |
| ---- | --------------- | ------ | ---------------- | ---- | ---------------------- | --- | ----------------- | --- | -------------------------- |
| 1994 | MTV Simtek Ford | S941   | Ford HBD6 3.5 V8 | G    | MTV                    | 31. David Brabham 32. Roland Ratzenberger Andrea Montermini Jean-Marc Gounon Mimmo Schiattarella Taki Inoue | Andrea Montermini | Gounon - 29º (0 PT) D. Brabham - 31º (0 PT) Ratzenberger - 33º (0 PT) Schiattarella - 37º (0 PT) Inoue - 44º (0 PT) Montermini - 46º (0 PT) | 14º lugar (0 pt)           |
| 1995 | MTV Simtek Ford | S951   | Ford EBD6 3.0 V8 | G    | MTV                    | 11. Mimmo Schiattarella 12. Jos Verstappen                                                                  | Hideki Noda       | Schiattarella - 27º (0 PT) Verstappen - 31º (0 PT)                                                                                          | 13º lugar (0 pt)           |